# Gerhard Biefang
Gerhard Biefang (geboren im 20. Jahrhundert) ist ein ehemaliger deutscher Feldhandballspieler.

## Werdegang
Gerhard Biefang stammt aus dem Ruhrgebiet. Da er sich von Jugend an für den Handballsport interessierte, wurde er Mitglied der Handballabteilung des damaligen ESV Rheinhausen, dem späteren (seit 1971) OSC Rheinhausen. Seine Leistungen im Verein rechtfertigten es schon bald, als Spieler in die deutsche Feldhandballnationalmannschaft berufen zu werden. Mit der Nationalmannschaft nahm er an den letzten Kämpfen um die Weltmeisterschaften im Feldhandball 1966 teil. Er wurde bei diesen Spielen zweimal eingesetzt und gewann mit der deutschen Mannschaft den Weltmeistertitel in der Zusammensetzung: Biefang, Karl Ölschläger, Günther Wriedt, Diethard Finkelmann, Peter Hattig, Erwin Heuer, Josef Karrer, Rudolf Kirsch, Werner Knecht, Erich Kolb, Herbert Lübking, Bernd Munck, Erwin Porzner, Herbert Schmidt, Volker Schneller und Max Zwierkowski. Die WM wurde als Gruppenturnier ausgetragen, nach dem Modus Jeder gegen Jeden.
Für den Gewinn der Weltmeisterschaft im Feldhandball erhielten er und die anderen Mitglieder der deutschen Nationalmannschaft am 3. Juli 1966 das Silberne Lorbeerblatt.